# 杰特沃伊·埃莱梅尔
杰特沃伊·埃莱梅尔（匈牙利語：Gyetvai Elemér，1927年7月12日—1993年3月18日），匈牙利男子乒乓球运动员。他曾获得1952年世界乒乓球锦标赛男子团体金牌。